# Giải bóng chuyền nam Vô địch châu Á 1989
Bóng chuyền nam giải Vô địch châu Á 1989 là giải Vô địch châu Á lần thứ 5, được tổ chức từ 15 đến 24 tháng 9 năm 1989 ở Seoul, Hàn Quốc.

## Vòng chung kết

### Nhà vô địch
| Ngày       |          | Điểm |          | Set 1 | Set 2 | Set 3 | Set 4 | Set 5 | Tổng  |
| ---------- | -------- | ---- | -------- | ----- | ----- | ----- | ----- | ----- | ----- |
| 24 tháng 9 | Hàn Quốc | 3–0  | Nhật Bản | 15–6  | 15–9  | 15–13 |       |       | 45–28 |

## Bảng xếp hạng
| Hạng | Đội                                  |
| ---- | ------------------------------------ |
| 1    | Hàn Quốc                             |
| 2    | Nhật Bản                             |
| 3    | Trung Quốc                           |
| 4    | Pakistan                             |
| 5    | Kuwait                               |
| 6    | Ấn Độ                                |
| 7    | Iraq                                 |
| 8    | Iran                                 |
| 9    | Đài Bắc Trung Hoa                    |
| 10   | Úc                                   |
| 11   | Các Tiểu vương quốc Ả Rập Thống nhất |
| 12   | New Zealand                          |
| 13   | Sri Lanka                            |
| 14   | Hồng Kông                            |
| 15   | Thái Lan                             |
| 16   | Bahrain                              |
| 17   | Bangladesh                           |
| 18   | Nepal                                |
| 19   | Qatar                                |

| Vô địch nam châu Á 1989 |
| ----------------------- |
| · Hàn Quốc · Lần đầu    |

## Giải thưởng
- Người ghi bàn xuất sắc:  Masayoshi Manabe